# Квахтюга
Квахтюга (рос. Квахтюга) — селище в Виноградовському районі Архангельської області Російської Федерації.
Населення становить 104 особи. Органом місцевого самоврядування до 2021 року було Осиновське муніципальне утворення.

## Історія
Від 1937 року належить до Архангельської області.
Від 2004 року належить до муніципального утворення Осиновське муніципальне утворення.

## Населення
| 2002 | 2010 | 2012 |
| ---- | ---- | ---- |
| 131  | ↘86  | ↗104 |